# Grankulla IFK
Grankulla IFK, kortweg GrIFK, is een Finse omnisportvereniging uit Kauniainen. De vereniging werd in 1925 opgericht en doet aan voetbal, ijshockey, handbal en floorball. De club heeft meer dan 600 leden. De voetbalafdeling speelde twaalf seizoenen in de Ykkönen, te weten in de periode 1978–80, 1982–85, 1987–88, 1990, 2008 en 2016–17. 

## Eindklasseringen
| Seizoen | № | Clubs | Divisie               | Duels | Winst | Gelijk | Verlies | Doelsaldo | Punten | Tsch |
| ------- | - | ----- | --------------------- | ----- | ----- | ------ | ------- | --------- | ------ | ---- |
| 2015    | 1 | 10    | Kakkonen (Länsilohko) | 27    | 20    | 3      | 4       | 78–32     | 46     | ??   |
| 2016    | 6 | 10    | Ykkönen               | 27    | 11    | 3      | 13      | 33–43     | 36     | 313  |
| 2017    | 9 | 10    | Ykkönen               | 27    | 5     | 7      | 15      | 28–59     | 22     | 249  |